# Khammuane
Khammouane hay Khammouan (tiếng Lào: ຄໍາມ່ວນ; chữ Lào Latin hóa: Khammouan), đọc là Khăm Muộn là một tỉnh của Lào, thuộc địa phận miền trung. Tỉnh lị là thị xã Thakhek.
Địa danh này trong sử sách tiếng Việt còn gọi là Cam Môn.
Tỉnh Khammouan có diện tích 16.315 km2 và hầu hết là địa hình rừng mọc trên các dãy núi. Tỉnh có biên giới với tỉnh Bolikhamsai ở phía bắc và phía tây bắc, các tỉnh Hà Tĩnh và Quảng Trị của Việt Nam ở phía đông, tỉnh Savannakhet về phía nam và Nakhon Phanom của Thái Lan về phía tây. Nhiều suối chảy qua tỉnh rồi đổ ra sông Mê Công. Các khu rừng rộng lớn thuộc Khu bảo tồn đa dạng sinh học Nakai-Nam Theun là những khu trữ nước quan trọng của các nhánh sông Mê Công cũng như hình thành hồ dự trữ cho Nam Theun 2, công trình thủy điện lớn nhất tại Lào. Sông Xe Bang Fai, Nam Hinboun và sông Nam Theun là những con sông chính của tỉnh.
Một phần của tuyến đường sắt Thakhek - Tân Ấp đã bị hư hỏng, là tuyến đường trước đây nối Thakhek qua biên giới ở đèo Mụ Giạ tới tuyến đường sắt Bắc-Nam của Việt Nam tại ga Tân Ấp, tỉnh Quảng Bình.

## Địa lý
Tỉnh Khammouan, một trong những tỉnh của Lào, tỉnh có diện tích 16.315 km2 và hầu hết là địa hình rừng núi. Tỉnh có nhiều con sông đổ ra sông Mê Công. Một số con sông lớn bắt nguồn gốc từ vùng núi của tỉnh này là sông Se Bangfai dài 239 km, sông Nam Hinboun, sông Nam Theun và sông Nam Ngum. Tỉnh nằm giữa Mê Công và dãy Trường Sơn. Cao nguyên Khammoun có các hẻm núi, hang động, rừng rậm, núi đá vôi và sông.
Thakhek, thủ phủ của tỉnh, nằm dọc theo bờ sông Mê Công. Con sống này chính là biên giới với Thái Lan; Cửa khẩu quóc tế phía Thái lan là Nakhon Phanom. Thị xã có nhiều tòa nhà được thiết kế theo kiến trúc thuộc địa Pháp. Cầu Hữu nghị số ba mở cửa vào ngày 11 tháng 11 năm 2011 bắc qua sông Mê Công. Đây là một liên kết quan trọng giữa thị xã Thakhek của tỉnh Khammouane và tỉnh Nakhon Phanom của Thái Lan. Cây cầu dài 1.423 m và rộng 13 m.
Động Tham Khonglor (nghĩa là "Vẻ đẹp trong bóng tối") là một phần của Khu Bảo tồn Rừng Quốc gia ở núi Hinboun. Lối vào phía tây của nó là từ Bản Khonglor, huyện Hinboun, và lối vào phía đông là từ Bản Natan, huyện Nakai. Động này có chiều dài khoảng 7,4 km và chiều rộng của nó dao động từ 10 m đến 90 m. Chiều cao của nó nằm trong khoảng từ 20 m đến 100 m và Nam Hinboun chảy qua động quanh năm. Vang That và Hat Xay Luang là hai hang đá hình thành trong động. Hat Xay Luang là một bãi cát trắng, dài khoảng 150 m và chiều rộng là 100 m. Có thể tiếp cận Động này bằng hai tuyến đường, một từ Viêng Chăn dọc theo Đường 13 (Lào) đến Huyện Hinboun, và tuyến thứ hai là bằng thuyền dọc theo Nam Hinboun.

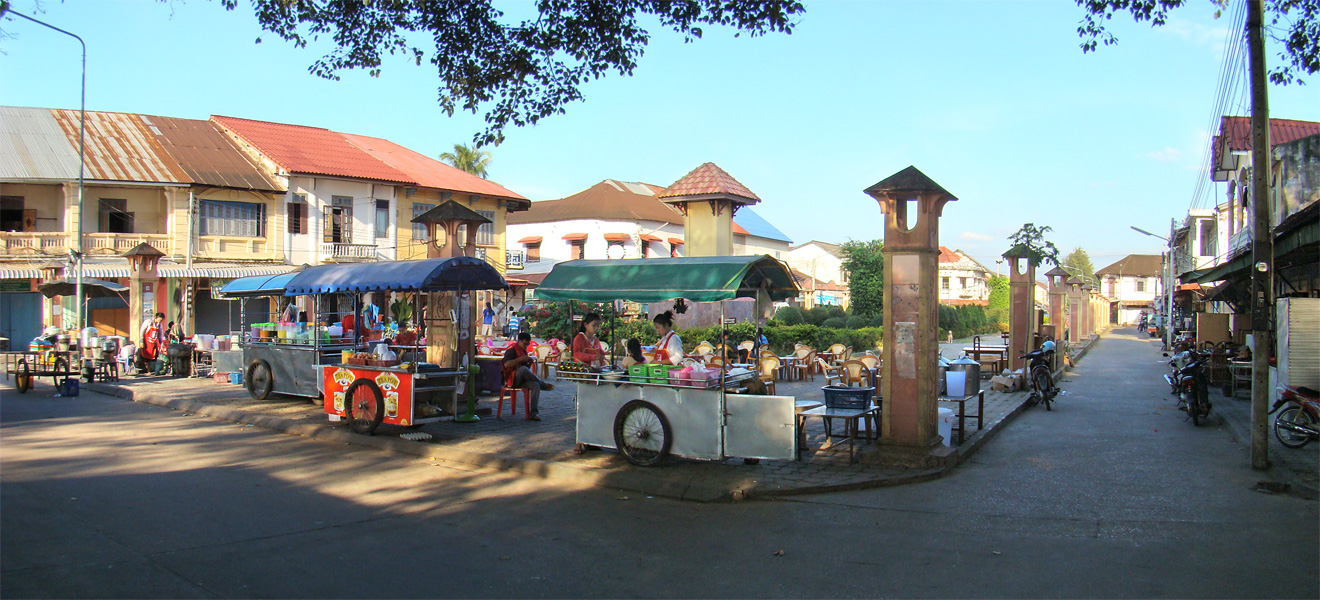
Thị xã Thakhek
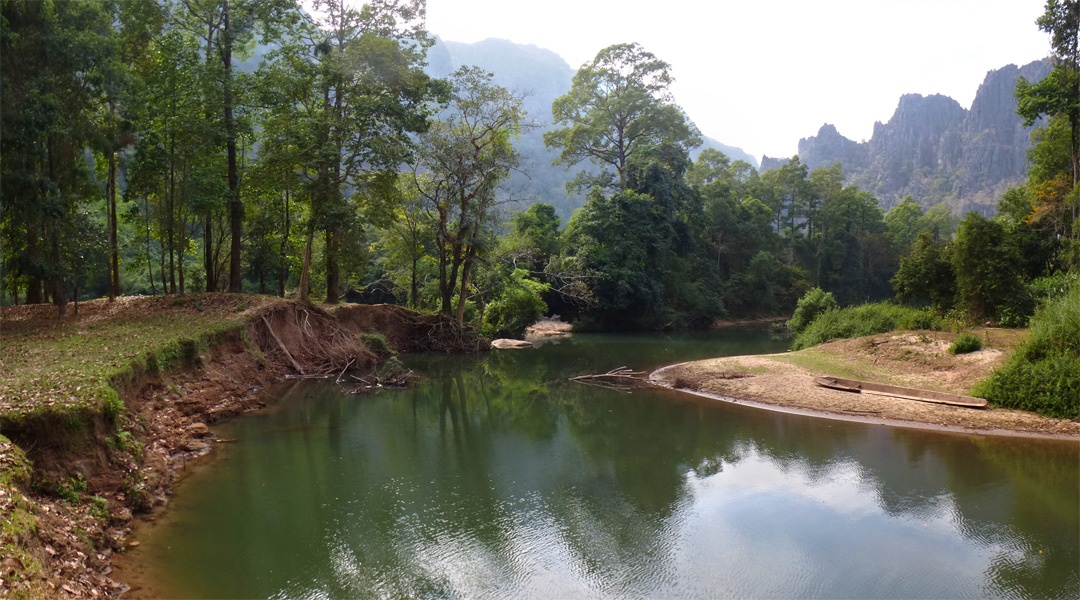
Nam Hinboun
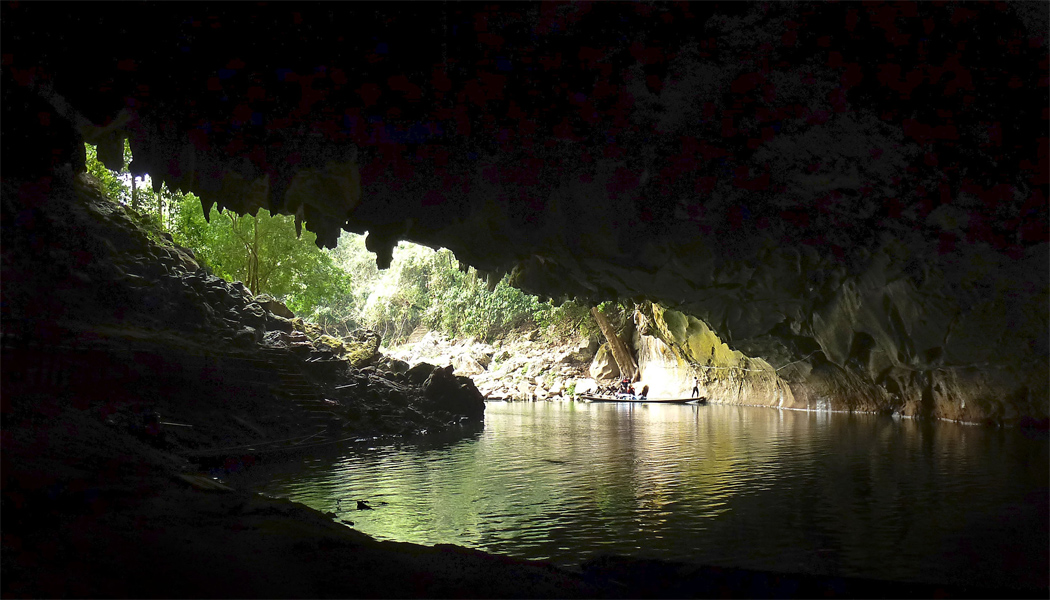
Hang Tham Khonglor
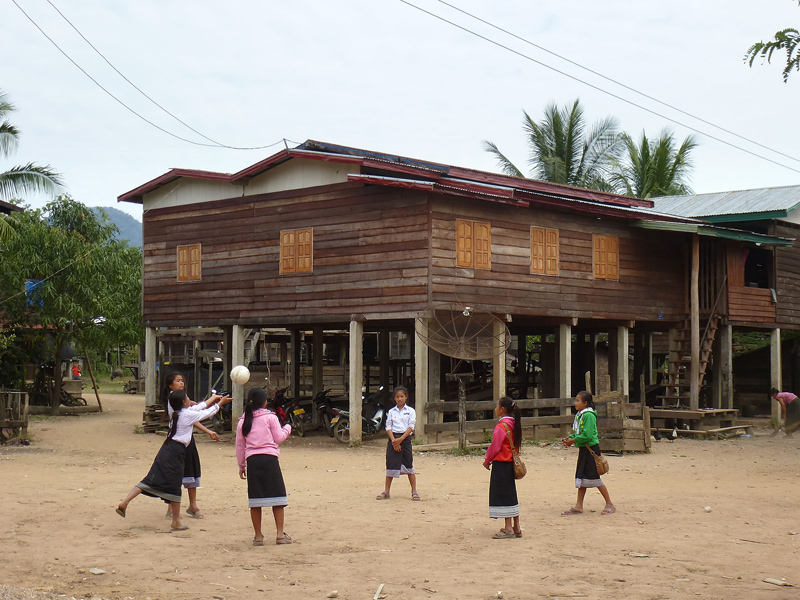
Bản Natan

## Các khu bảo tồn

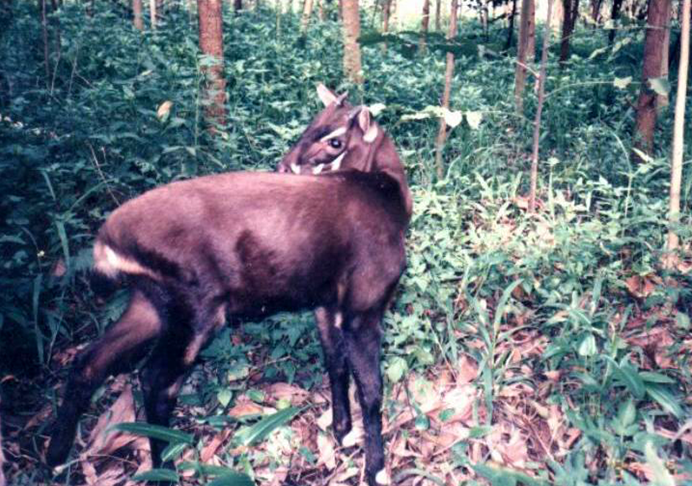
Sao la (Pseudoryx nghetinhensis) được tìm thấy ở Lào

Diện tích rừng của tỉnh bao gồm ba khu vực bảo tồn. Đó là Khu bảo tồn đa dạng sinh học quốc gia Nakai - Nam Theun (NBCA) với diện tích 352.200 ha của dãy núi Trường Sơn và cao nguyên Nakai ở các tỉnh Khammouane và Bolikhamxay, Khu bảo tồn đa dạng sinh học quốc gia Hin Nam No có diện tích 86.222 ha và Khu Bảo tồn Đa dạng sinh học Quốc gia Phou Hin Boun có diện tích 150.000 ha. Những khu rừng này có nhiều hang động tự nhiên.
Năm 1996, các nhà khoa học phương Tây đã phát hiện một loài gặm nhấm ở Khammouan đại diện cho một họ thú có vú mà trước đây chỉ được biết đến từ hóa thạch. Chúng được gọi là "chuột núi Lào" với tên khoa học Laotastes aenigmamus, được chính thức mô tả như là một loài mới trong bài viết năm 2005 của Paulina Jenkins và các đồng tác giả, những người coi loài vật này khác biệt với tất cả loài gặm nhấm được biết. Họ đặt nó trong một họ động vật mới, Laonastidae. Nó thuộc chi monotypic  Laonastes. Năm 2006 nhóm nghiên cứu khác thì cho rằng nó thuộc về họ hóa thạch sống, Diatomyidae, trước đây tưởng bị tuyệt chủng 11 triệu năm trước.
Một số loài động vật có vú được phát hiện gần đây, bao gồm những loài sau (Robichaud 2005): sao la, mang Vũ Quang (giant muntjac), mang Roosevelt, mang Trường Sơn, lợn rừng Đông Dương (Indochinese warty pig), Heude's pig, Annamite striped rabbit, Javan rhinoceros (Rhinoceros sondaicus annamiticus), hổ Đông Dương, và voi châu Á.
Khu tràm chim quan trọng (IBA) sông Hin No rộng 68.125 ha sông Hin No nằm trong Khu bảo tồn đa dạng sinh học quốc gia NBCA Hin Namno. Địa hình của nó đặc trưng với đá vôi đá vôi, các ngọn đồi đá vôi, cũng như các thung lũng. Môi trường sống của IBA được đặc trưng bởi vùng núi đá vôi rải rác, rừng nhiệt đới bán xanh, rừng rụng lá hỗn tạp, rừng nhiệt đới rụng lá ẩm ướt và rừng xanh ướt. Crested argus (Rheinardia ocellata) và Austen's brown hornbill (Anorrhinus austeni) được phân vào nhóm sắp có nguy cơ tyyệt chủng. Sóc chuột (Callauxurus inornatus) đã được xác định là động vật đặc trưng trong IBA này.
Tràm chim IBA Khammouane nằm trong Khu bảo tồn đa dạng sinh học NBCA núi Phou Hin Boun. Tràm chim này có kích thước 79.000 ha và độ cao của nó là 200 m-900 m trên mực nước biển. Địa hình và môi trường sống có đặc điểm là núi đá vôi thưa thớt sinh thực vật, rừng nửa rụng lá, rừng rụng lá xen kẽ, và bãi đất phẳng. Tràm chim nổi tiếng về một số loài babcia sooty (Stachyris herberti) và một loại taxon của François 'langur (Trachypithecus francoisi).

## Dân cư
Theo điều tra dân số năm 2005, tổng dân số của tỉnh là 337.314 người.

## Các đơn vị hành chính
Tỉnh được tạo lập từ các đơn vị hành chính cấp huyện sau:
| Bản đồ | Mã                 | Tên tiếng Việt | Tên tiếng Lào |
| ------ | ------------------ | -------------- | ------------- |
|        |                    |                |               |
| 12-01  | Thị xã Thakhek     | ເມືອງທ່າແຂກ      |               |
| 12-02  | Muang Mahaxay      | ເມືອງມະຫາໄຊ     |               |
| 12-03  | Muang Nong Bok     | ເມືອງໜອງບົກ      |               |
| 12-04  | Muang Hinboun      | ເມືອງຫີນບູນ       |               |
| 12-05  | Muang Yommalath    | ເມືອງຍົມມະລາດ    |               |
| 12-06  | Muang Boualapha    | ເມືອງບົວລະພາ     |               |
| 12-07  | Muang Nakai        | ມືອງນາກາຍ       |               |
| 12-08  | Muang Sebangphay   | ເມືອງເຊບັ້ງໄຟ     |               |
| 12-09  | Muang Saybouathong | ເມືອງໄຊບົວທອງ    |               |
| 12-10  | Muang Kounkham     | ເມືອງຄູນຄຳ       |               |

## Kinh tế
Thakhek, thủ phủ của tỉnh, là một trung tâm thương mại quan trọng. Cùng với các tỉnh Bolikhamsai và Savannakhet, đây là một trong những vùng sản xuất thuốc lá chính của Lào. Một phần của tỉnh, đặc biệt Muang Yommalath, bị ảnh hưởng nặng nề do lũ lụt do mưa lớn vào tháng 7 năm 2011, ảnh hưởng đến diện tích lớn lúa của huyện, ngập gần 700 ha, phá hủy hàng chục ao cá và làm chết 112 con gia súc.
Tại Thị xã Thakhek, Công ty TNHH LAVICO là một liên doanh thạch cao khai thác khoáng sản Lào-Việt Nam thuộc huyện Xebangfay, V.S.K. Công ty TNHH khai thác mỏ đá vôi tại Thị xã Thakhek, và Công ty Khai khoáng Lào-Bắc Triều Tiên khai thác thiếc ở Huyện Hinboun. Một số món ăn đặc sản cũng có nguồn gốc của tỉnh này bao gồm bánh Kha Nom Phane, nó là một loại bánh ép bằng khuôn từ gạo rang.

## Danh thắng
That Sikhottabong, còn được gọi là Tháp Sikhottabong, là nơi thờ vọng các vị thần của tháp That Inhang ở Savannakhet và tháp That Phanom (được xây dựng ở Thái Lan dưới Đế chế Sikhottabong). Tương truyền rằng xương của Đức Phật Budda táng ở trong những ngôi chùa này. Vua Nanthasene xây dựng bảo tháp ở đây cho Vua Soummitham. Nó được tu sửa lại vào thế kỷ 15 dưới thời trị vì bởi Vua Veyethathirath. Tháp có bốn ô vuông với mỗi cạnh có chiều dài 25,030 m, nền của nó có diện tích là 14.33 m2 và cao 29 mét. Đỉnh tháp được làm thành hình dạng của một chiếc hoa chuối. Tháp nằm bên bờ sông Mekong. Lễ hội tổ chức tại địa điểm này là trong tháng ba theo âm lịch.
Vạn Thành, được xây bằng đá, bắt đầu ở phía tây Thakhek. Nó nằm cách thị xã khoảng 8 km, chạy dọc theo quốc lộ 13. Nó kéo dài từ Sông Namdone và tổng chiều dài của nó là khoảng 15 km. Một số phần của bức tường cũng được thấy ở Thakhek. Nói được xây dựng vào thời kỳ của đế chế Sikhottabong ở thế kỷ 19 và hiện nay được đề xuất để được bảo tồn làm di sản quốc gia.
Tham Khoun Xe, gọi theo tiếng Anh là "Xe Bang Fai River Cave", là hang dạng karst trên dòng Se Bangfai ở huyện Boualapha. Hang nổi tiếng với chiều dài trên 14 km, chưa được khảo sát hết, với các khoang hang kỳ thú . Trên Google Maps hang đã tô thành sông, và cửa hang phía hạ lưu được đánh dấu là "Xe Bang Fai Cave".17°22′24″B 105°50′14″Đ / 17,373333°B 105,837222°Đ
Các danh thắng khác bao gồm: Thác Tad Kham (cách thị xã Thakhek khoảng 52 km), Thác nước Tad Nam Khengkam (khoảng 37 km về phía đông của quận Thakhek), đền Wat Pha Sokkhamsene (ngôi đền cổ này nằm gần huyện Nongbok và cách Thakhek khoảng 37 km) và tháp That Thumphavang Stupa (phía bắc của huyện Nongbok).

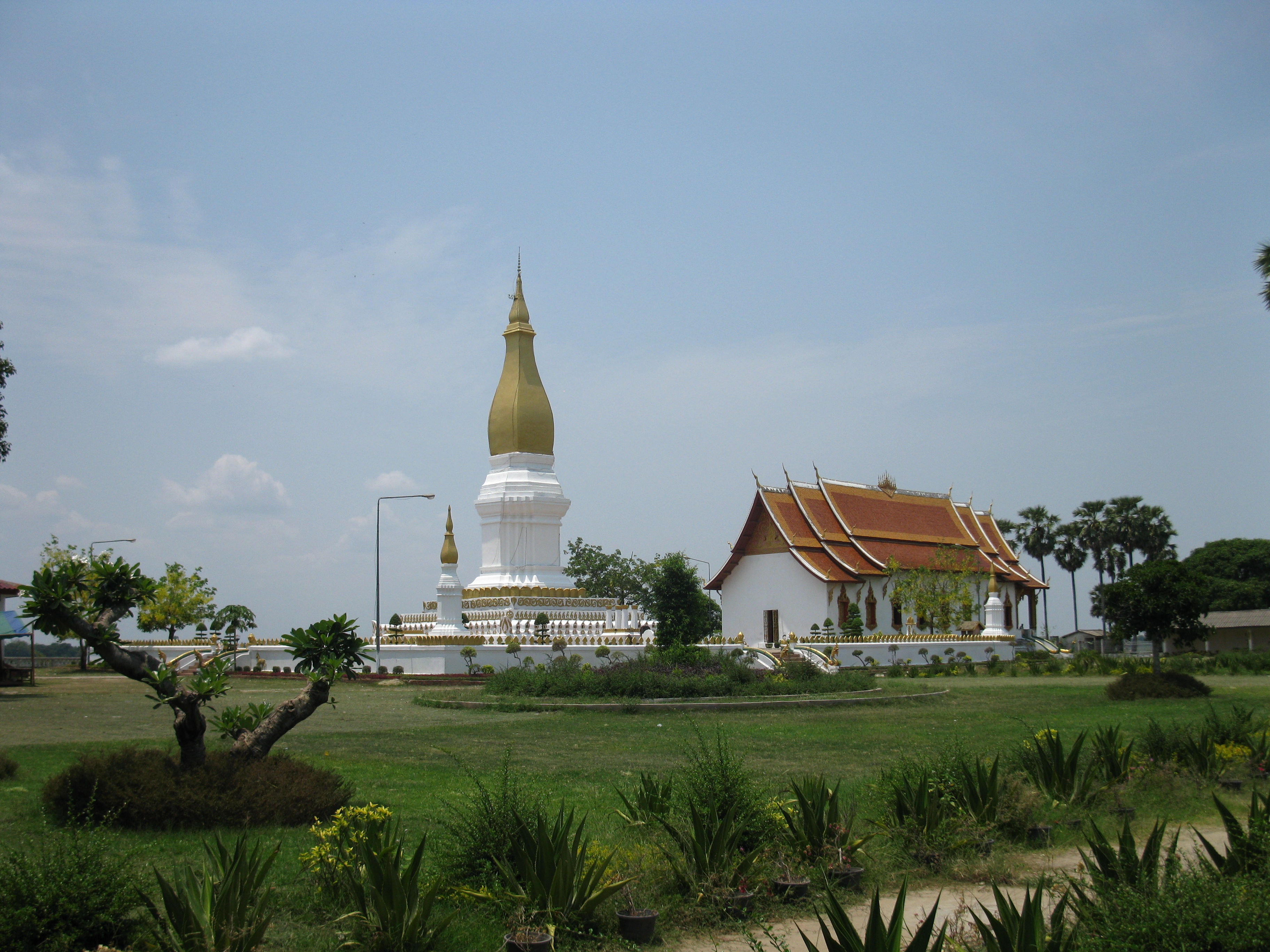
Tháp Sikhottabong
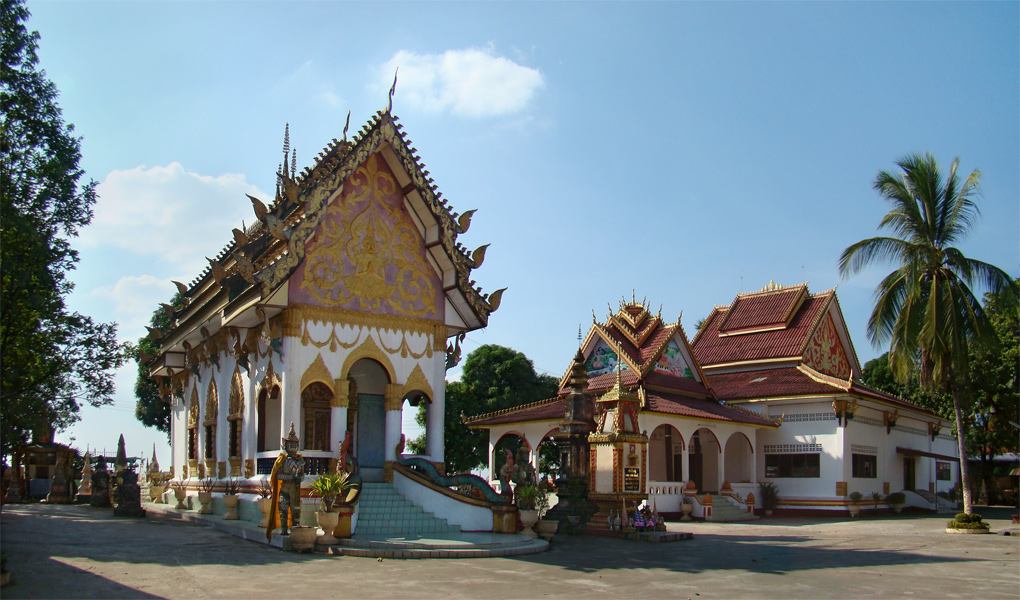
Chùa Nabo
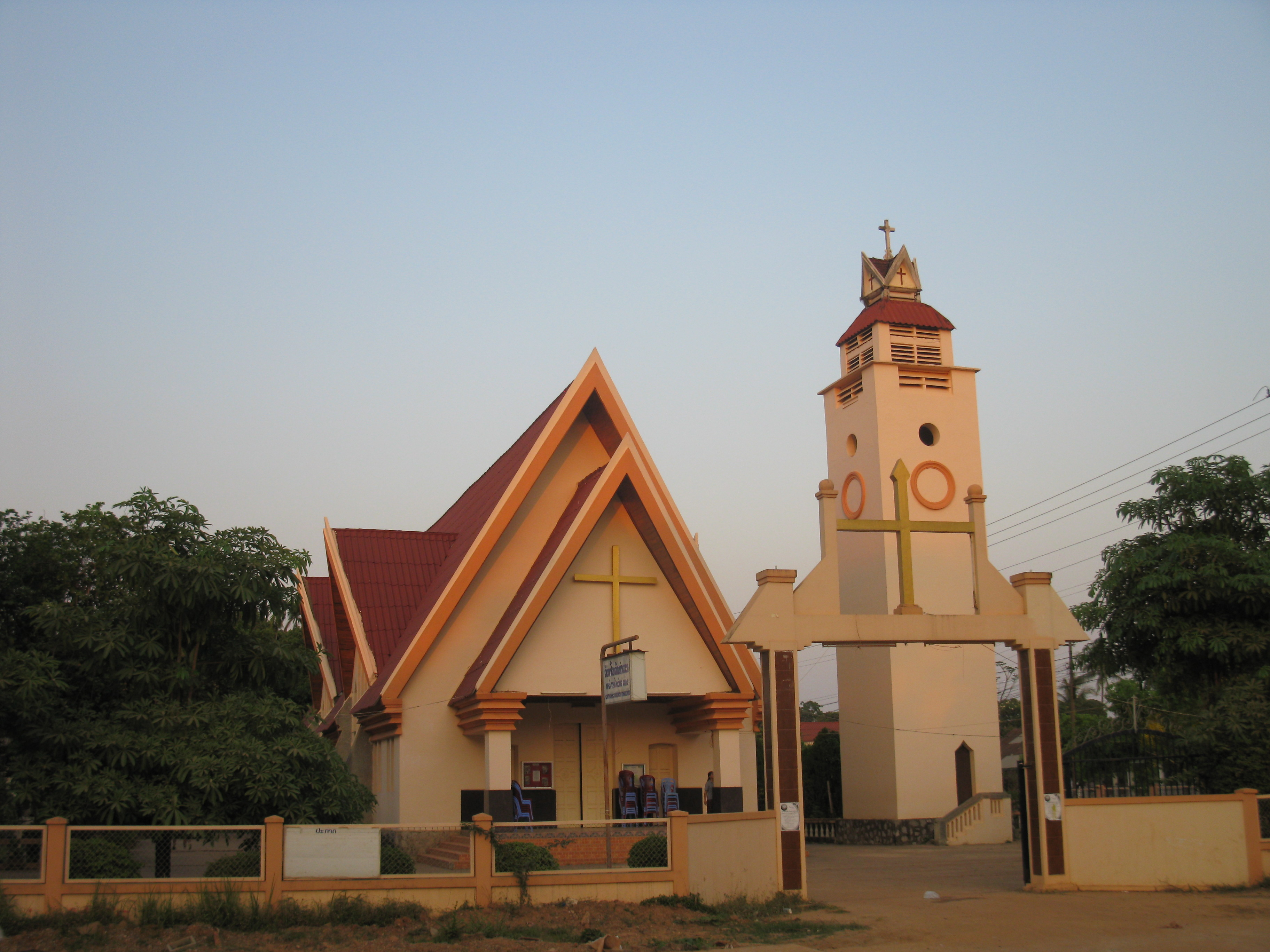
Nhà thờ Thakhek

## Tra cứu
- Geological Survey (U S) (ngày 25 tháng 10 năm 2010). Minerals Yearbook: Area Reports: International 2008: Asia and the Pacific. Government Printing Office. tr. 14–. ISBN 978-1-4113-2964-5.
- Mansfield, Stephen; Koh, Magdalene (ngày 1 tháng 9 năm 2008). Laos. Marshall Cavendish. tr. 9–. ISBN 978-0-7614-3035-3. Truy cập ngày 3 tháng 12 năm 2012.